# 田辺洋二
田辺 洋二（たなべ ようじ、1933年4月1日 - 2004年12月19日）は、日本の言語学者。大学英語教育学会会長、早稲田大学教育学部英語英文学科教授、東京国際大学言語コミュニケーション学部長。専門は英語教育。北海道函館市出身。

## 人物
早稲田大学教育学部英語英文学科を卒業後、中学校教諭を経てミシガン大学へ留学し1962年に言語学修士を取得。その後、1965年に早大助手に就任し、アーラム大学客員教授等を経て1976年から早大教授、2003年定年退職。教員としての職務の傍らNHK『続基礎英語』の講師を担当したほか、早稲田実業学校校長を務めた。早大教授退任後は東京国際大学へ新設された言語コミュニケーション学部の初代学部長として招聘された。 2004年12月19日に死去。71歳没。

## 公職
- 大学英語教育学会会長[1]（2001年 - 2004年）
- 大学英語教育学会副会長[1]（1991年 - 2001年）
- 国際応用言語学会東京大会事務局長[1]（1999年）
- 文部省大学設置・学校法人審議会 専門委員[1]（1998年 - 2001年）
- 文部省教育課程審議会 委員[1]（1997年 - 1998年）

## 主な著書

### 単著
- 『これからの学校英語―現代の標準的な英語・現代の標準的な発音』（早稲田大学出版部、2003年）
- 『英会話の常識・非常識』（講談社、1992年）
- 『学校英語』（筑摩書房、1990年）
- 『はじめてのヒアリング―耳からの英語入門』（講談社、1988年）

### 共著
- 『応用言語学事典』（研究社、2003年）
- 『ワードパル英和辞典』（小学館、2000年）
- 『ブライト英和辞典』（小学館、1993年）
- 『英語教育の原理と問題』（松柏社、1969年）